# Dummy Boy
Dummy Boy è il primo album in studio del rapper statunitense 6ix9ine, pubblicato il 27 novembre 2018 dall'etichetta discografica ScumGang. Nell'album sono presenti collaborazioni con Nicki Minaj, Murda Beatz, Kanye West, Lil Baby, TrifeDrew, Tory Lanez, Anuel AA, A Boogie wit da Hoodie e Bobby Shmurda.
L'album ottenne un ottimo successo avendo degli ottimi piazzamenti sulle classifiche e al momento su Spotify risulta essere uno dei 50 album rap più ascoltati di sempre.
Dummy Boy è stato supportato dai singoli "Tati" con DJ Spinking, "Fefe" con Nicki Minaj e Murda Beatz, "Bebe" con Anuel AA e "Stoopid" con Bobby Shmurda. L'album è trapelato sul sito web di 6ix9ine il 24 novembre 2018 e pubblicato tre giorni dopo a seguito della fuga di notizie anticipata e su richiesta dello stesso 6ix9ine. L'album ha debuttato al numero due della Billboard 200 degli Stati Uniti, con 66.000 unità equivalenti a un album guadagnate in tre giorni, ed è stato certificato disco di platino dalla Recording Industry Association of America (RIAA).

## Tracce
1. Stoopid feat. Bobby Shmurda – 2:32
2. Fefe feat. Nicki Minaj e Murda Beatz – 2:59
3. Tic Toc feat. Lil Baby – 2:16
4. Kika feat. Tory Lanez – 2:16
5. Mama feat. Nicki Minaj,  Kanye West – 3:12
6. Waka feat. A Boogie wit da Hoodie – 2:09
7. Bebe feat. Anuel AA – 3:38
8. Mala feat. Anuel AA – 3:27
9. Kanga feat. Kanye West – 2:12
10. Feefa feat. Gunna – 2:43
11. Tati feat. DJ Spinking – 2:35
12. Wondo – 2:01
13. Dummy feat. TrifeDrew